# Simone Forti
Simone Forti (* 25. března 1935) je italsko-americká umělkyně. Narodila se do židovské rodiny ve Florencii, ale v roce 1938 Itálii kvůli antisemitistické perzekuci. Rodina následně strávila šest měsíců ve švýcarském Bernu a počátkem roku 1939 odešla do New Yorku. Později se usadili v Los Angeles. V letech 1953 až 1955 Simone Forti studovala na portlandské Reed College. Později se usadila v San Franciscu, kde se provdala za sochaře Roberta Morrise, s nímž v roce 1959 odešla do New Yorku. V roce 1962 se odloučila od Morrise a provdala se za dalšího umělce, Roberta Whitmana (s nímž se rozvedla v roce 1968). V roce 1968 krátce žila v Římě a v roce 1969 se vrátila do USA, kde v srpnu toho roku navštívila Hudební festival Woodstock. Následně zůstala po dobu jednoho roku ve stejnojmenném městě, kde žila v komunitě a experimentovala s LSD a dalšími halucinogenními drogami. Následně se vrátila do New Yorku, kde nedlouho žila u skladatele La Monte Younga a jeho manželky Marian Zazeelaové, a kde rovněž dostala několik lekcí od jejich učitele Pandita Pran Natha. Brzy však odešla zpět do Kalifornie. V letech 1974 až 1981 byl jejím manželem Peter Van Riper. Je nositelkou Guggenheimova stipendia za roku 2005.